# CDR (формат файла)
Формат файла CDR — файл проекта, созданный в программе CorelDRAW, который содержит векторное изображение или растровый рисунок. Данный формат файла разработан компанией Corel для использования в собственных программных продуктах.
Так как формат CDR проприетарный, он не поддерживается многими сторонними программами, предназначенными для редактирования изображений. Однако с помощью свободного конвертора uniconvertor возможна конвертация в свободные форматы, например в SVG. Кроме того, для открытия файла CDR для версии 10 и более ранней подойдет проприетарный редактор векторной графики Adobe Illustrator. В некоторых случаях просмотр файла CDR возможен с помощью пакета LibreOffice или OpenOffice, но часто содержимое отрисовывается с существенными искажениями.
В операционной системе MacOS возможен просмотр cdr файлов онлайн, что довольно удобно, однако, для этого нужна дополнительная утилита.

## Примечание
1. ↑  Supported file formats : CorelDRAW (CDR) - CorelDRAW (CDR) technical notes. Дата обращения: 1 декабря 2010. (недоступная ссылка)
2. ↑  CorelDRAW Graphics Suite X3 Supported File Formats. Дата обращения: 1 декабря 2010. (недоступная ссылка)
3. ↑  Проект UniConvertor на сайте SourceForge.net